# Communauté de communes de la Région d'Hallencourt
La communauté de communes de la Région d'Hallencourt était une communauté de communes française, située dans le département de la  Somme.
Elle a fusionné avec ses voisines pour former, le 1er janvier 2017, la communauté d'agglomération Baie de Somme.

## Historique
La communauté de communes a été créée par un arrêté préfectoral du 29 décembre 1995.
Dans le cadre des dispositions de la loi portant nouvelle organisation territoriale de la République du 7 août 2015, qui prévoit que les établissements publics de coopération intercommunale (EPCI) à fiscalité propre doivent avoir un minimum de 15 000 habitants, la préfète de la Somme propose en octobre 2015 un projet de nouveau schéma départemental de coopération intercommunale (SDCI) qui prévoit la réduction de 28 à 16 du nombre des intercommunalités à fiscalité propre du Département. Ce projet prévoit la création d’une communauté d’agglomération regroupant 56 communes et 57 469 habitants qui fusionnerait les quatre communautés de communes  de l'Abbevillois, de la Région d'Hallencourt, du Vimeu Vert et Baie de Somme Sud,,.
Les élus du Vimeu Vert rejettent cette perspective de création d'une communauté d'agglomération, dotée de plus de compétences qu'une communauté de communes et obtiennent une fusion avec la  communauté de communes du Vimeu Industriel, dont les compétences, la fiscalité et le bassin de vie sont proches, aboutissant en 2017 à une intercommunalité regroupant  23 551 habitants. 
La communauté de communes de la Baie de Somme sud préfèrerait un «  rapprochement avec le nord et le sud sur la côte  », en excluant les villes et villages déjà engagés dans la communauté de communes interrégionale de Bresle maritime, et notamment Noyelles-sur-Mer, Sailly-Flibeaucourt, Ponthoile, Favières, Quend, Fort-Mahon-Plage, Le Crotoy et Saint-Quentin-en-Tourmont. Cette option n'est toutefois pas retenue par la  commission départementale de coopération intercommunale (CDCI) du 21 janvier 2016, entérinant la fusion en une communauté d'agglomération de l'Abbevillois, de la région d’Hallencourt et de Baie de Somme sud, soit 51 827 habitants,.
La nouvelle structure intercommunale est créée au 1er janvier 2017 sous le nom de communauté d'agglomération Baie de Somme.

## Territoire communautaire

### Liste des communes membres
Cette communauté de communes était composée en 2016 des 18 communes suivantes :
| Nom                      | Code Insee | Gentilé          | Superficie (km2) | Population (dernière pop. légale) | Densité (hab./km2) |
| ------------------------ | ---------- | ---------------- | ---------------- | --------------------------------- | ------------------ |
| Hallencourt (siège)      | 80406      | Hallencourtois   | 20,55            | 1 318 (2022)                      | 64                 |
| Allery                   | 80019      | Allérois         | 13,07            | 826 (2022)                        | 63                 |
| Bailleul                 | 80051      | Baillotins       | 14,06            | 252 (2022)                        | 18                 |
| Bettencourt-Rivière      | 80099      |                  | 7,38             | 215 (2022)                        | 29                 |
| Citerne                  | 80196      | Citernois        | 6,4              | 245 (2022)                        | 38                 |
| Condé-Folie              | 80205      | Condéens         | 10,37            | 876 (2022)                        | 84                 |
| Doudelainville           | 80251      | Doudelainvillois | 4,99             | 378 (2022)                        | 76                 |
| Érondelle                | 80282      | Érondellois      | 4                | 507 (2022)                        | 127                |
| Fontaine-sur-Somme       | 80328      | Fontenois        | 15,18            | 505 (2022)                        | 33                 |
| Frucourt                 | 80372      | Frucourtois      | 5,27             | 119 (2022)                        | 23                 |
| Huppy                    | 80446      | Huppinois        | 10,81            | 747 (2022)                        | 69                 |
| Liercourt                | 80476      | Liercourtois     | 5,53             | 332 (2022)                        | 60                 |
| Limeux                   | 80482      |                  | 8,62             | 141 (2022)                        | 16                 |
| Longpré-les-Corps-Saints | 80488      | Longiprates      | 8,06             | 1 520 (2022)                      | 189                |
| Mérélessart              | 80529      | Mérélessartois   | 3,74             | 187 (2022)                        | 50                 |
| Sorel-en-Vimeu           | 80736      | Sorelots         | 4,09             | 233 (2022)                        | 57                 |
| Vaux-Marquenneville      | 80783      | Vallois          | 3,97             | 80 (2022)                         | 20                 |
| Wiry-au-Mont             | 80825      |                  | 4,81             | 105 (2022)                        | 22                 |

### Démographie
| 1968  | 1975  | 1982  | 1990  | 1999  | 2009  | 2014  |
| ----- | ----- | ----- | ----- | ----- | ----- | ----- |
| 8 694 | 8 401 | 8 128 | 7 883 | 8 079 | 8 885 | 8 919 |

## Organisation

### Siège
La communauté de communes avait son siège à Hallencourt, 18 rue Saint-Denis.

### Élus
La communauté de communes était administrée par son conseil communautaire, composé de 37 conseillers municipaux représentant chacune des communes membres, et répartis sensiblement en fonction de la population de chaque commune.
Le conseil communautaire du 18 avril 2014 a réélu son maire, Claude Jacob, maire d'Érondelle, ainsi que ses six vice-présidents, qui étaient : 
1. René Cailleux, maire de Longpré, chargé de la commission développement économique et tourisme ;
2. Daniel Léquibain, maire de Limeux, chargé de la commission aménagement du territoire et de la voirie ;
3. Jean-Paul Polosse, maire de Condé-Folie, chargé de la commission culture et de la jeunesse ;
4. Fabrice Frion, maire de Bailleul, chargé de la commission service scolaire ;
5. Bernard Lamotte, maire d’Allery, chargé de la commission logement, cadre de vie ;
6. Joël Darras, maire adjoint d’Huppy, chargé de la commission sociale, aide ménagère et aide personnalisée à l’autonomie[11].

Leur mandat  s'est achevé lors de la fusion de l'intercommunalité avec ses voisines, qui a abouti à la création le 1er janvier 2017 de la communauté d'agglomération Baie de Somme.

### Liste des présidents
| Période                                  | Période       | Identité        | Étiquette | Qualité |
| ---------------------------------------- | ------------- | --------------- | --------- | --- |
| Les données manquantes sont à compléter. |               |                 |           | |
| 1996                                     | 2008          | Pierre Martin,  | UMP       | Instituteur pujis directeur de l'école d'Hallencourt Maire de Hallencourt (1983 → 2014) Sénateur de la Somme (1995 → 2014) Conseiller général de Hallencourt (1982 → 2008)                                                                       |
| 2008                                     | décembre 2016 | M. Claude Jacob | PCF       | Technicien Maire d'Érondelle (1983 → ) Conseiller général de Hallencourt (1976 → 1982 et 2008 → 2015) Vice-président de la CA de la Baie de Somme (2017 → ) Vice-président du Syndicat Mixte Baie de Somme - Grand Littoral Picard (2011 → 2015) |

### Compétences
L'intercommunalité exerçait les compétences qui lui avaient été transférées par les communes membres, dans le cadre des dispositions du code général des collectivités territoriales.

### Régime fiscal et budget
La Communauté de communes est un établissement public de coopération intercommunale à fiscalité propre.
Afin d'assurer le financement de ses compétences, la communauté de communes pecevait une fiscalité additionnelle aux impôts locaux perçus par les communes, avec fiscalité professionnelle de zone et sans fiscalité professionnelle sur les éoliennes
En 2015, cette fiscalité additionnelle s'élevait à : 

- 9, 67 % pour la taxe d'habitation ;

- 5,9325 % pour la taxe foncière sur les propriétés bâties;

- 14,238 % pour la taxe foncière sur les propriétés non-bâties ;

- 6,951 % pour la contribution foncière des entreprises ;

-  21,6405 % pour la fiscalité professionnelle de zone